# Батько і син (фільм, 1936)
«Батько і син» (рос. «Отец и сын») — радянська кінодрама 1936 року на підліткову тему Маргарити Барської, останній фільм режисера, знятий на кіностудії «Союздитфільм». На екрани фільм не вийшов.

## Сюжет
Психологічна драма про складні взаємини дванадцятирічного хлопчика і його батька — директора заводу, який пішов повністю в справи виробництва і не приділяє синові уваги. Хлопчик закидає навчання після сварки з батьком, іде з дому і стикається з кримінальним світом. Тільки після серії пригод і розмов з різними людьми батько розуміє свою помилку.

## У ролях
- Геннадій Волович —  син
- Лев Свердлін —  Волков Петро Миколайович
- Олексій Консовський —  Семечкін
- Маргарита Барська —  вчителька
- Михайло Тарханов —  сторож
- Василь Новиков —  секретар парткому
- Ольга Жизнєва — епізод
- Є. Счастлівцева — епізод
- Теодор Вульфович — епізод
- Петро Аржанов — шахрай
- Іван Бобров — член злодійської зграї
- Іван Юдін — міліціонер
- Сергій Ніконов — міліціонер

## Знімальна група
- Режисер — Маргарита Барська
- Сценаристи — Маргарита Барська, Веніамін Ядін
- Оператор — Луї Форестьє
- Композитор — Григорій Гамбург